# Bulbophyllum reticulatum
Bulbophyllum reticulatum é uma espécie de orquídea (família Orchidaceae) pertencente ao gênero Bulbophyllum. Foi descrita por James Bateman e Joseph Dalton Hooker em 1866.